# Lewis County, Idaho
Lewis County är ett administrativt område i delstaten Idaho, USA, med 3 821 invånare (2010). Den administrativa huvudorten (county seat) är Nezperce.

## Geografi
Enligt United States Census Bureau har countyt en total area på 1 243 km². 1 241 km² av den arean är land och 2 km² är vatten.

### Angränsande countyn
- Nez Perce County - nord, väst
- Idaho County - syd, öst
- Clearwater County - nordöst